# The Almanac Singers
Die Almanac Singers waren eine kurzlebige US-amerikanische Band, die Anfang 1941 von Pete Seeger, Lee Hays und Millard Lampell in New York gegründet wurde.
Ihr Anspruch war es, als anonymes Musikerkollektiv den politischen Folksong weiterzuentwickeln. Zu den Gründern kamen wechselnd weitere Musiker und Musikerinnen dazu, z. B. Bess Lomax, die Schwester von Alan Lomax, Josh White, dessen Ehefrau Carol, Sam Gary, Woody Guthrie, Arthur Stern, Butch Hawes, Sis Cunningham und Cisco Houston.

## Geschichte
Im Juni 1941 wurde Woody Guthrie, der aus Los Angeles nach New York zurückgekehrt war, ebenfalls Mitglied der Band. Ihr erstes Album Songs For John Doe enthielt dezidierte Anti-Kriegslieder und sollte später dem FBI als Beweisstück für die subversive Politik der Band dienen. Aufgrund der politischen Ereignisse – Überfall Nazideutschlands auf die Sowjetunion am 22. Juni und dem Kriegseintritt der USA nach dem Überfall der Japaner auf Pearl Harbour am 7. Dezember – änderte jedoch die politisch der Kommunistischen Partei der USA nahestehende Band ihre Haltung gleich zweimal. Zunächst verzichtete man auf Antikriegslieder im Repertoire und konzentrierte sich auf die antifaschistischen und Gewerkschafts-Lieder, dann entschloss man sich zur aktiven Unterstützung des Krieges in Europa.
Bereits 1941 hatten sie auch ein Apartment gemietet, das sie das „Almanac House“ nannten. Dort fanden regelmäßige Musikveranstaltungen statt, die sie als „Hootenannies“ bezeichneten. Dort wurde von den Besuchern zwar ein kleines Eintrittsgeld verlangt, die ansonsten bei Konzerten üblichen Barrieren zwischen Publikum und Akteuren gab es dort jedoch nicht, wodurch ein gemeinschaftliches Singen und Musizieren ermöglicht wurde.
Die Band begab sich auch auf eine US-Tour, die sie bis nach San Francisco führte. Unterwegs traten die Almanacs bei Gewerkschaftsveranstaltungen vor Tausenden von Arbeitern auf und trugen Lieder wie das von Florence Reese verfasste Which Side Are You On vor, wobei die Band ihre Songs als eine „direkte Unterstützung politischer und ökonomischer Kämpfe“ der Arbeiterschaft verstand. Das Geld für die Weiterfahrt wurde durch Sammlungen nach den Konzerten hereingebracht.
Nachdem sie ihre pazifistische und isolationistische Haltung aufgegeben und Anfang 1942 mit Dear Mr. President ein Album veröffentlicht hatten, auf dem sie die Kriegsaktivitäten der US-Regierung in den Texten unterstützten, erfreute sich die Band kurzfristig nationaler Bekanntheit. Durch Freunde wie Alan Lomax, die an entscheidenden Stellen des Kriegs-Propaganda-Apparates saßen, aber auch der Zustimmung von Präsident Franklin D. Roosevelt und seiner Frau Eleanor, die ihnen die vorhergehenden Anfeindungen ihrer Politik nachsahen, konnten sie mehrere Radiosendungen u. a. für CBS machen. Die Lieder liefen im Radio, The Sinking of the Reuben James von Woody Guthrie wurde eine Art Hit. Sie bekamen auch kommerziell lukrative Angebote nicht nur zu Auftritten, sondern auch von Major-Labels wie z. B. Decca. Jedoch war das FBI wenn auch mit einiger Verspätung auf das erste Album der Almanacs aufmerksam geworden und arbeitete nun gegen sie. Die Angebote wurden zurückgezogen, nachdem auch mehrere negative Zeitungsartikel über die politische Haltung der Band erschienen waren. Hinzu kamen persönliche Reibereien, so dass sich die Band im Verlauf des Jahres auflöste.
Nach dem Krieg formierten sich einige Bandmitglieder neu zu den Weavers, die auch kurzfristig ebenfalls sehr populär wurden, aber dann auch dem antikommunistischen Geist der McCarthy-Ära zum Opfer fielen, da sie auf der Schwarzen Liste standen und keine Auftrittsmöglichkeiten mehr bekamen.
Neben ihrer Bedeutung für die radikale US-amerikanische Gewerkschaftsbewegung um die Industriegewerkschaft CIO, die bis zu Kriegsbeginn große landesweite Streiks organisiert hatte und deren populärste und wichtigste Musikgruppe sie waren, waren die Almanac Singers auch wichtige Vorläufer der politischen Folkbewegung in den USA.

## Diskografie
Alben:
- 1941 – Songs for John Doe
- 1941 – Deep Sea Chanteys and Whaling Ballads
- 1941 – Sod-Buster Ballads
- 1941 – Talking Union
- 1942 – Dear Mr. President
- 1944 – Songs of the Lincoln Battalion

Kompilationen:
- 1973 – Talking Union & Other Union Songs
- 1996 – Their Complete General Recordings
- 2001 – Songs of Protest
- 2006 – Which Side Are You On? The Best of The Almanac Singers

Singles:
- 1941 – Song for Bridges/Babe O' Mine
- 1942 – Boomtown Bill/Keep That Oil A-Rollin'